# 孫盛
孫盛（302年—373年），字安國，太原中都（今山西省平遥县西北）人。東晉史學家。馮翊郡太守孫楚之孫，颍川郡太守孫恂之子。

## 生平
父親在郡遇賊被殺。孫盛十歲時隨族人（孫統、孫綽兄弟）避亂於江左。孙盛最初担任佐著作郎，以家中贫困母亲年老为由请求外放小县，遂为浏阳县令，后在武昌太守陶侃手下做参军。咸和九年（334年），陶侃去世，征西将军庾亮代替陶侃镇守武昌，举荐孙盛为征西主簿，后转任参军。时王导执政，陶侃之子南蛮校尉陶称趁机离间庾亮，孙盛劝谏庾亮，亮采纳。庾亮去世后，接任的安西将军庾翼任命孙盛为安西谘议参军，后升廷尉正。后来桓温代替庾翼，孙盛为桓温参军并随其伐蜀，至彭模，桓温采纳手下袁乔建议率领少数兵力入蜀而孙盛等带着弱兵和辎重在后行，碰见忽然过来的数千敌兵，士兵们惶恐，孙盛部署手下奋力抵御。博學多聞，與殷浩擅名一時，《晉書》本傳稱：「篤學不倦，自少至老，手不釋卷。」
因隨桓溫從征蜀地成漢、北收洛陽有功，先後封安懷縣侯、吳昌縣侯。后担任长沙太守，因为家里贫困，在任上来取财货，被上级发现，因为孙盛有名而不弹劾他。孙盛给桓温写信称，言辞放荡，称这上面派来的人考察官员，既没有威凤般的威仪也没有鹰鸇的勇武，在湘川徘徊，将成为怪鸟。桓温得信后，又派人重新查办孙盛，发现孙盛赃私狼籍便用囚车把孙盛押解到州里，后又把他放了。官至秘書監，加給事中。

## 後裔
- 長子孫潛字齊由，官至豫章郡太守[4]
- 次子孫放字齊莊，官至長沙國相[5]
- 曾孙孫沖之[6]

## 著作
孙盛撰有《魏氏春秋》、《魏氏春秋异同》、《晉陽秋》等。
陳俊偉说孙盛《魏氏春秋》（《魏氏阳秋》）以曹魏为正统，其认为曹魏的灭亡源于未有掌握权势的曹氏诸侯，并记载了陈寿《三国志》未有的曹氏内的争斗与不利于司马氏的诸事。因为《魏氏春秋》多采纳或非实料的来源，其较为夸张，多有错误，孙盛本人也被评为“好奇情多”。由于干宝《晋纪》曾参考“最為鄙劣”、“時有異事”的郭颁《魏晋世语》，孙盛又兼采二书，时也有三书均错的情况。
孙盛所作《晉陽秋》词直而理正，大家都认为是良史。桓温看到后，怒气冲冲地对孙盛儿子说：“枋头一战确实是失利，但也不至于你父亲说的那样不堪！如果这本书施行了，你要考虑你的门户事了。”其子赶紧道歉，说马上让他删除修改。当时孙盛年老在家，有性格威严而有法度，即使子孙都已经头发发白，但仍然能教训他们。即使这样，儿子们仍然嚎哭稽首，请他为家人们考虑。孙盛大怒。但儿子们还是删改了。孙盛把原始未删改的版本给了慕容儁。太元年间，晋孝武帝才从辽东得到原始版本，并与现行版本对照发现其中有不同之处，两版本遂流传下来。

## 延伸阅读
[在维基数据编辑]
 《晉書·卷082》，出自房玄齡《晉書》